# Andreas Sennert

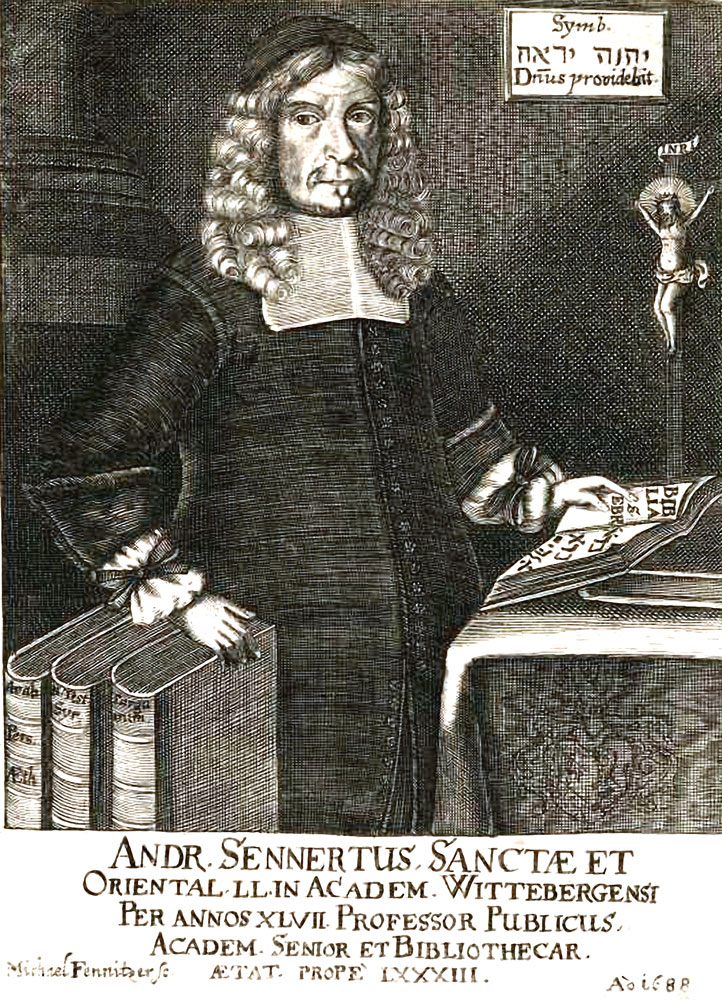
Andreas Sennert

Andreas Sennert (* 7. Juni 1606 in Wittenberg; † 21. Dezember 1689 ebenda) war ein deutscher Orientalist, Lexikograf und Bibliothekar.

## Leben
Andreas Sennert war der Sohn des Arztes Daniel Sennert (1572–1637). Er studierte an der Universität Wittenberg, an der Universität Leipzig, bei Johann Gerhard an der Universität Jena und 1636 bei Johann Schmidt an der Universität Straßburg. Seine Studien setzte er an der Universität Leiden bei Jacob Golius (1596–1667) fort, von dem er die arabische Sprache erlernte und selbst eine gute Methode entwickelte, dieselbe zu vermitteln. Zurückgekehrt nach Wittenberg, wurde er 1638 außerordentlicher Professor der Philosophie und 1640 als Nachfolger von Jakob Weller ordentlicher Professor der hebräische Sprache und Orientalistik.
In jener langjährigen Tätigkeit, aber auch als Historiker zur Geschichte der Wittenberger Hochschule, erwarb er sich um die philosophische Fakultät und dadurch mittelbar auch um die Hochschule viel Anerkennung. Sennert, der 1668 auch Senior der Wittenberger Akademie wurde, beteiligte sich an den organisatorischen Aufgaben der Alma Mater. Er war mehrfach Dekan der philosophischen Fakultät und im Wintersemester 1648 Prorektor der Universität Wittenberg. In den Sommersemestern 1664 und 1688 Rektor dieser Universität. In seiner Eigenschaft als Bibliothekar der Wittenberger Hochschule erwarb er sich durch die Herausgabe eines Verzeichnisses der Universität viel Anerkennung.
Er wurde am 26. Dezember 1689 in der Wittenberger Schlosskirche begraben, wo man ihm ein Epitaph errichtete.

## Wirken
Sennert, der fast ein halbes Jahrhundert lang den Wittenberger Lehrstuhl für Orientalist prägte, legte besonderen Wert auf die Erlernung der arabischen Sprache. Er wollte damit Theologen, Ärzten, Mathematikern und Philosophen die unentbehrlichen Schriften und Erfindungen der arabischen Welt zugänglich machen. In seinen Hauptwerken der Hypotyposis harmonica linguarum Orientalium und der Grammatica orientalis behandelte er synoptisch die verschiedenen semitischen Sprachen und Dialekte. In den Werken referenzierte er nacheinander die hebräische Sprache, die Chaldäische Sprache, die syrische Sprache, die arabische Sprache, die Targume und den Talmud, unter Beifügung entsprechender Wörterverzeichnisse.
Besonders bei der hebräischen Sprache beschäftigte er sich mit den Vokalen und Akzenten. Dabei überschritt er die damals vorherrschenden Auslegungen und entwickelte diese langzeitlich anerkannt weiter. Als Bibliothekar der Wittenberger Hochschule war er jahrelang verantwortlich für den Ankauf von Büchern und übte damit einen nicht zu unterschätzenden Einfluss auf die Gestaltung des Studienbetriebs an der Leucorea aus. Durchaus bemerkenswert ist auch, dass es von Andreas Sennert Stammbucheintragungen gibt. Zudem existiert eine Vielzahl von Dissertationen, die im Kontext seiner Hochschultätigkeit entstanden.

## Familie
Sennert war zwei Mal verheiratet. Seine erste Ehe schloss er am 5. Februar 1639 in Delitzsch mit Maria (* 18. Dezember 1615 in Delitzsch; † 26. Januar 1661 in Wittenberg), der Tochter des Notars, Rechtsanwalts und Bürgermeister in Delitzsch Johann Franz († 29. Januar 1639) und dessen Frau Maria, der Tochter des kurfürstlich sächsischen Amtsschössers in Delitzsch Georg Grosmann. Aus der Ehe gingen folgende Kinder hervor:
- Maria Dorothea Sennert († 18. November 1662) verh. Mai 1661 Johann Daniel Major
- Anna Magaretha Sennert († vor Mutter),
- Daniel Sennert († vor Mutter),
- Johann Andreas Sennert (* 8. April 1644 in Wittenberg), ging nach Öttingen,
- Anna Christina Sennert († vor Mutter)
- Anna Sophia Sennert († vor Mutter).[3]

Nach dem Tod seiner ersten Frau schloss Sennert am 13. Mai 1662 in Wittenberg mit Dorothea, der Tochter des Christoph Notnagel, seine zweite Ehe. Aus dieser Ehe sind zwei Töchter bekannt:
- Johanna Sophia Sennert (* 19. Mai 1667 in Wittenberg),
- Johanna Dorothea Sennert

Nach seinem Tod heiratete seine Witwe Johann Karl Naeve.

## Veröffentlichungen
- De divino nomine Elohim. 1645, 1650
- Exercitationum philos. theol. duas, quarum prior de notis naturalibus ..., posterior de conscientia, eiusdem constitutione ... 1650
- Chaldaismus et Syriasmus, hoc est, praecepta utriusque linguae . . . acc. in fine lexici utriusque linguae compendium Lexici. 1651
- Prima epistola Johannis Syriace cum versitione latina. 1652
- Hypotyposis harmonica linguarum Orientalium, Chaldaeae, Syrae Arabicaeque cum matre hebrea. Wittenberg 1653 u.ö.
- Sciagraphia doctrinae inextricabilis adhuc de accentibus hebraeorum. Wittenberg 1653, 1670
- Manualis concordantium Ebraeo-Biblicarum Jo. Buxtorfii prodromus. 1653
- Beatus Homo: sive Psalmus primus Regis et Prophetae David: De "Eudaimonia" vel Summo Bono Hominis Spiritualis. 1654
- Dissertatio philologica de Cabbala. Maximè Ebraeorum .... 1655
- Athenae: Itemq[ue] Inscriptiones Wittebergenses: Libri II. Wittenberg 1655, 1678, 1699
- Dissertatio de Ebrææ s.s. linguæ, necnon Orientalium reliqq. ex parte, origine [&c.] Præmittitur programma. 1657, 1669
- Centuria canonum philologicum, de idiotismis linguarum orientalum, hebraeae, Chaldaeae, syrae, arabicae. Wittenberg 1657
- Centuria canonum philologicorum: sive . . . De idiotismis linguarum Orientalium. 1657
- Arabismus, h.e. Præcepta Arabicæ linguæ. Accessit in fine Compendium lexici Arabici. 1658
- In Psalmos Poenitentiales, quos vocant, septem Notae sive exercitationes breviusculae, maxime philologicae. 1658
- Centuria proverbiorum Arabicorum, cum interpretatione Lat. ed. A. Sennerto. 1658
- Disquisitio philologica de literatura ebraeo-samaritana. 1659
- Symbolum apostolicum: fidei confessio Christianae, repetita breviter, &c Acc. in fine dissertatio sub titulo: Christianus non-Christianus. 1661
- Ebraismus, chaldaismus, syriasmus, arabismus, nec non rabbinismus, h. e. Præcepta gramm: totidem II. orientalium ... 1663
- Grammatica orientalis eademque harmonica. Wittenberg 1666
- Chaldaismus et Syriasmus. 1666
- De articulis fidei fundamentalibus exercitatio theologica. Wittenberg 1666
- Arabismus: h. e. praecepta arabicae linguae. 1666
- Rabbinismus hoc est praecepta Targumico-Talmudico-Rabbinica : in harmonia ad Ebraea, eademque ; universalia, Chaldaeo-Syra nec non Arabica (seorsum antehac edita illa ab autore) conscripta exemplis itemque, sufficientibus confirmata illustrataque Wittenberg 1666.
- Exercitationum theologicarum trias: quibus I. Theologia … II. Anthropologia, &c III. Christologia … exponuntur .... 1667
- Scrutinium religionum sive exercitatio theologico-historica de religionum orbis universarum varietate in communi, et in specie, quod una sola christiana, et praesertim evangelica sit vera. 1668
- Exercitatio theol. de principio religionis in genere, et verae s. christianae in specie, quod nempe sit verbum Dei scriptum, seu scriptura sacra. 1669
- De Aqvis Supracoelestibus: & quidem, Pro Negativa earundem, petita maxime ex Fontibus originariis & sacris, Qvaestio & Responsio. Wittenberg 1670 (digitale-sammlungen.de)
- Harmonia. 1670
- Christianus: sive Exercitationum, maximé Theolog. selectiorum, Fasciculus; circa Religionis, Christianae 1. Principium, 2. Veritatem & 3. Summam, Cum huc pertinentibus et cognatis, etc. 1671
- Canticum Canticorum Selomonis notis illustratum breviculis, grammaticis, philologicis, Logicis sive analyticis, et ex parte mysticis sive theologicis: ... 1671
- Canticum canticorum Salomonis notis illustratum breviculis. 1671
- Scrutinium linguarum orientalium: Ebræo-Chaldæo-Syro-Arabico-Persico-Æthiopicæ. 1674
- Inscriptio hieroglyphica, in rupe quadam montis Oreb. ... incisa. 1675
- Exercitationum critico-philologicarum heptas. 1675
- Pastor ille bonus: i.e. Psalmus XXIII. cum unà subseqq. 24 et 25. 1676
- De Urim et Tummim dissertatio philologica prior. 1677
- Exercitationum philologicarum: IV. De musica. Wittenberg 1677
- Exercitationum philologicarum heptas altera: quarum I. De div. nom. Elohim, add. mantissa de Jehovah, II. De masorah, III. De caballah, IV. De musica Ebraeor., V. De scholis, studiis, &c. &c. eorundem, VI. De mendis codicum apographorum v. instr. Ebr. hodiernor., VII. De sceptro Judah, &c. ex ... Wittenberg 1678
- Bibliothecae academiae Wittebergensis publicae, librorum quà 1. theologicorum 2. juridicorum 3. medicorum 4. philosophicorum 5. historicorum 6. orientalium 7. & qui noviter huic de anno LXXII accesserunt, è veteribus recentioribusque, &c. extantiores classicique ferè, usui academico eidemque ... Wilck, Wittenberg 1678. (Digitalisat)
- Extantiores Classicique ferè, Usus Academico … exhibiti. 1678
- Bibliotheca academiae Wittebergensis publica. 1678
- Summarium fidei Christianæ: oder Christl. Glaubens summa/ nach Anleitung der nothwendigsten Haupt-Stück Christl. Lehre/ vermittelst derer fürnehmsten Sprüche Heil. Göttl. Schrifft/ bloß und schlecht dargestellet und verfasset etc. Wittenberg 1679
- Schedisma de linguis orientalibus. Wittenberg 1681
- Exercitationum critico-philologicarum Heptas I-III. 1681
- Triga exercitationum philologicarum … quarum I. De dicto classico sive prot-evangelio, quod dicitur, Gen. III. v. 15. II. De loco ex psalm. XL. v. 15. III De psalm. CXVII notis illustrato brevic. philologicis ... 1685
- Catalogus disputationum philologicarum, publ. in Acad. Witteberg. Habitarum. 1686

Handschriftliche Hinterlassenschaften
- In VII. psalmos poenitentiales, notae breviusclae philogicae.
- In XV. Psalmos grauum notae philologicae.
- Manuale concordantiarum Ebraeo biblicarum Jo. Buxtorfii.
- Bibliotheca orientalis s. idea pleni systematis linguarum Orientalum, t. Braeae, Caldaeae, Syrae, Arabicae
- Symbolium Apostolici exegesis brevis et suceincta scholastic theological.

Herausgeberschaften
- Christliche Gedancken wie man Wol Leben und Selig Sterben soll. 1636
- Martini Trosti Grammatica ebraea eademque universalis recognita et locupletata, vice altera: Acc. huic item editioni in fine … hypotyposis harmonica linguarum orient. chaldaeae, syrae arabicaeque cum matre ebraea. 1643, 1653